# Krishna Levy
Krishna Levy (* 27. Mai 1964 in Neu-Delhi) ist ein französischer Komponist.
Einen Namen machte er sich vor allem als Musikkomponist von Film- und TV-Produktionen. Von ihm ist auch die Filmmusik für Nabil Ayouchs Film Ali Zaoua, der 2001 beim International Film Festival of Kerala gewonnen hat.

## Film- und Fernsehmusik
- 1996: Ich und meine Liebe (Comment je me suis disputé … (ma vie sexuelle))
- 1997: Artemisia
- 2000: Ali Zaoua, Prinz der Straße
- 2002: Ball & Chain – Zwei Nieten und sechs Richtige (Le Boulet)
- 2002: 8 Frauen (8 femmes)
- 2004: Der letzte Trapper (Le dernier trappeur)
- 2004: Turn Left at the End of the World
- 2006: The Fall
- 2007: Whatever Lola Wants
- 2008: The Protocol – Jeder Tod hat seinen Preis (Le nouveau protocole)
- 2009: Ich habe sie geliebt (Je l’aimais)
- 2009: Loup
- 2010: White as Snow – Wie weit würdest du gehen? (Blanc comme neige)
- 2012: Je fais feu de tout bois
- 2015: Der große Tag (Le grand jour)
- 2016: Le passe-muraille

## Auszeichnungen und Nominierungen
- 2003: Étoile d’Or für die Filmmusik des Films 8 Frauen
- 2003: Nominiert für den César/Beste Filmmusik für 8 Frauen
- 2001: Prix "Mozart du 7ème art" beim Festival international musique et cinéma d'Auxerre für die Filmmusik des Films Ali Zaoua, Prinz der Straße